# کیوس گوران
کیوس گوران اوریمی (زادهٔ ۷ خرداد ۱۳۱۷) شناخته‌شده با نام‌های میرزعمو و کیوس، شاعر و روزنامه‌نگار ایرانی اهل مازندران و پایه‌گذار شعرهای انتقادی و اجتماعی زبان مازندرانی در عصر معاصر است. پدر کیوس میرزداش نام داشت و از مخالفان حکومت پهلوی در مازندران بود و در دوران کودکی او، زندانی سیاسی بود.
کیوس پس از گذراندن تحصیلات ابتدایی، راهنمایی و دبیرستان در مازندران، به تهران کوچید و برای گرفتن مدرک پزشکی در تبریز آزمون داد که مردود اعلام شد. سپس جلوی ادامهٔ تحصیلش را گرفتند و گفتند که تا ۱۰ سال نمی‌تواند درسش را در ایران ادامه دهد؛ به همین خاطر به هلند رفت ولی پس از مدتی اعلام شد که وزارت علوم مدرک صادر شده از دانشگاه هلندی را هم قبول ندارد. در نتیجه کیوس به ایران بازگشت.
او کار مطبوعاتی را با روزنامهٔ اقتصادی بورس در تهران آغاز کرد و سپس به روزنامهٔ تهران جورنال، که روزنامهٔ انگلیسی‌زبان مؤسسهٔ اطلاعات بود، رفت. پس از مدتی محرمعلی خان (مأمور سانسور اخبار در زمان پهلوی دوم) از انتشار نویسه‌هایش در روزنامه‌ها جلوگیری نمود. کیوس پس از مدتی مجبور به ترک تحصیل شد و به علت شغلش به جنوب کشور رفت.
وی هم‌اکنون به زبان‌های مازندرانی و فارسی شعر می‌گوید. کیوس شعرهای مازندرانی‌اش را دکلمه کرده و در چندین آلبوم با نام‌های مازرون، مازرون ۲، چهل سال عاشقی، پس تو کجایی؟ و یاد آن روزها به خیر منتشر نموده‌است. وی در برخی آلبوم‌های استودیویی دیگر نظیر سوزگلام و شبی به نغمه و نوا نیز همکاری داشته‌است.
کیوس گوران به موازات سرایش شعر، با نشریات محلی مازندران هم همکاری می‌کند و سرمقاله‌های برخی هفته‌نامه‌ها را می‌نویسد. وی بر اثر بیماری گوش-مغزی، ناشنوا شد و هم‌اکنون به کمک لب‌خوانی با دیگران ارتباط کلامی دارد.

## زندگی

### کودکی و طی نمودن تحصیلات
کیوس گوران اوریمی در تاریخ ۷ خرداد ۱۳۱۷ در آوریم سوادکوه در استان مازندران به دنیا آمد. کیوس نامی مازندرانی است. به گفتهٔ خود کیوس گوران، این نام از روی نام پسر نخستِ قباد ساسانی و سردار خشایارشاه گرفته‌شده‌است؛ چون خانوادهٔ مادری کیوس از اقوام امیرموید سوادکوهی و از خاندان باوندیان بودند. او می‌گوید در همان سال‌های خردسالی شناسنامه‌اش گم شد و مأمور ثبت‌احوال هنگام صدور شناسنامهٔ جدید، نام او را اشتباهاً «کیوز» ثبت کرد. نام خانوادگی او گوران از واژه گبران، به معنی زرتشتیان، برداشت شده که به مرور زمان به گوران تغییر یافته‌است.
وی دربارهٔ نسب و نام خانوادگی خود می‌گوید:
از نام فامیل خود همین می‌دانم که گوران طایفه‌ای بزرگ هستند و منتشر در کردستان و لرستان و تعدادی در اصفهان و گویا از نوادهٔ بهرام گور که به تبعید به اینجا و آنجا شدند. ایضاً فرقه‌ای در کردستان هم است.
مادرم پری‌دخت اَرفه‌کوه بود و نسبش به امیر دوران، امیرمؤید سوادکوهی، می‌رسد.
اما عمرش به سه دهه نرسیده‌بود که به هنگام زایمان پنجمین فرزندش، دار فانی را وداع گفت و کوه و دشتِ حضورِ خویش را نالاند، ناصرخان را گریاند، و مرا که فرزند ارشدش بودم، در ده سالگی به ضجّه و زاری رساند.
مرگ مادر، هوهو زن کوی و کوچه‌هایم کرد و از آبشخور آن درد است که هنوز رُباب دلم دائم‌النغمه است.
کیوس گوران می‌گوید که در اوایل سال‌های کودکیش، پدرش «میرزداش»، که از مخالفان پهلوی دوم بود به علت سیاسی محبوس شد.
وی دربارهٔ پدر خود می‌گوید:
هر وقت می‌آمدند که پدرم، میرزداش، را ببرند، ما گریه می‌کردیم و جیغ و داد سر می‌دادیم. به قول پدرم «همان موقع مبارزات سیاسی ما شروع شد.» هیچ‌وقت نمی‌توانستیم با سیستم کنار بیاییم. مرا می‌بردند پاسگاه ژاندارمری و جلوی چشم من، پدرم را شلاق می‌زدند.
کیوس می‌گوید که در سنین کودکی در روستای حاجی‌کلا در حاشیه غربی رودخانه تالار می‌زیست. این روستا مدرسه نداشت، بنابراین به مدرسهٔ روستای کفشگرکلا در سوی شرقی تالار می‌رفت. در سال پنجم ابتدایی، به ناچار به شهر شاهی (قائم‌شهر امروزی) رفت و در آنجا دیپلم طبیعی گرفت. وی می‌خواست در رشتهٔ پزشکی ادامه تحصیل دهد؛ پس به تهران کوچید و مقدمات را برای شرکت در آزمون فراهم کرد. با چند نفر از دوستانش عازم تبریز شد تا در آزمون پزشکی آن شهر شرکت کند ولی موفق به ورود به دانشگاه نشد. خود کیوس گوران دلیل قبول نشدنش در دانشگاه پزشکی را سابقه مبارزهٔ سیاسی پدر بلشویکش می‌داند.

### پیش از انقلاب
وی پس از آن که نتوانست در رشتهٔ پزشکی ادامهٔ تحصیل دهد، به تهران بازگشت و کار مطبوعاتی را با روزنامهٔ اقتصادی بورس در سال ۱۳۴۰ در تهران آغاز کرد. کیوس به سفارش قاسم لاربن، مسئول روابط عمومی بانک کار، از روزنامهٔ بورس به روزنامه اطلاعات رفت. وی ابتدا به روزنامهٔ تهران جورنال (نسخهٔ انگلیسی‌زبان اطلاعات کنونی) رفت و پس از مدتی خواستار کار در هفته‌نامهٔ اطلاعات شد ولی محرمعلی خان، مسئول سانسور اخبار، از انتشار نویسه‌های وی جلوگیری می‌کرد. کیوس در اواسط دههٔ ۱۳۴۰ خورشیدی به عنوان کارشناس هیدرولوژی منابع آب استخدام شد و در سال ۱۳۴۱، در ادارهٔ آب و خاک خوزستان، در اهواز، روی رژیم بر رودخانه‌ها مطالعه کرد. گوران می‌گوید که در همین ایام برای کسب مدرک به یکی از دانشگاه‌های هلند رفت، ولی پس از مدتی وزارت علوم ایران مدرک آن دانشگاه را نامعتبر دانست و او ناچار به بازگشت به ایران شد.

### خانواده

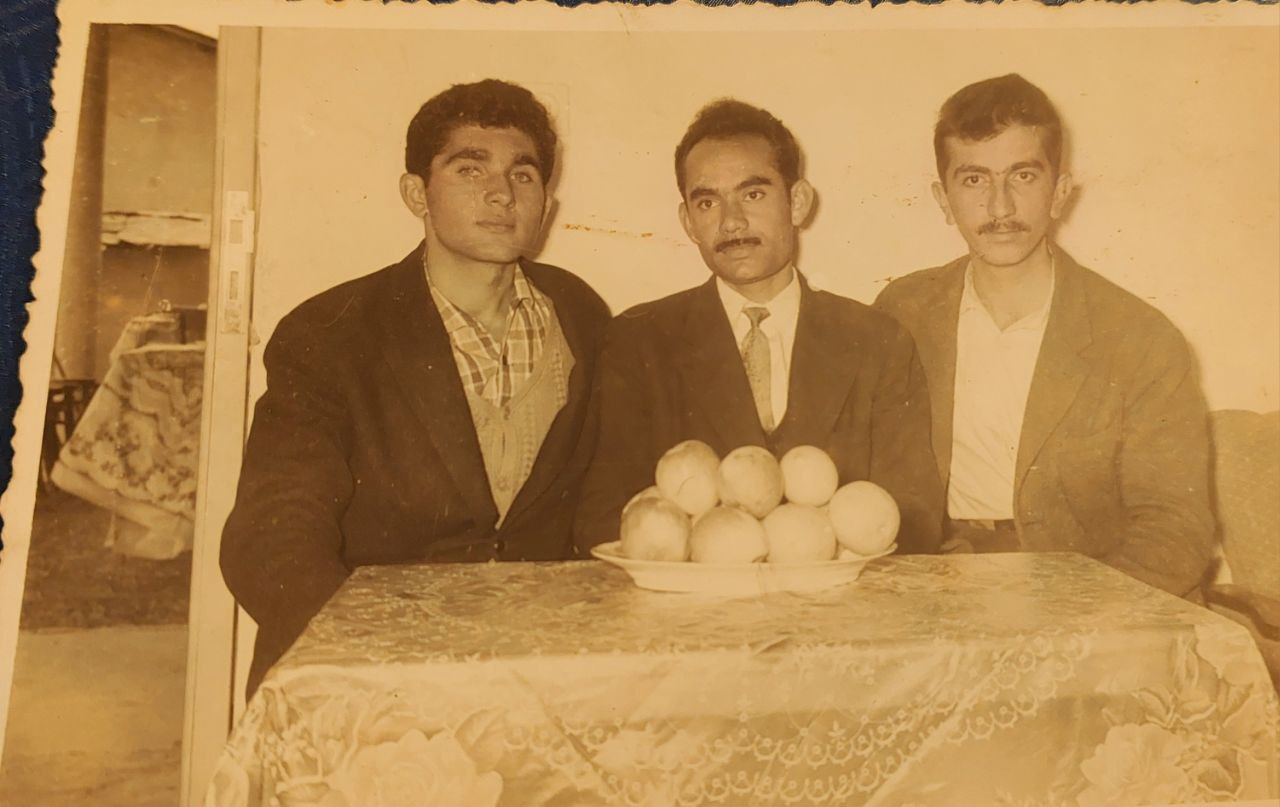
تصویری از جوانی کیوس گوران در کنار دو نوازنده مازندرانی که علی رمضانی پاجی در سال ۱۳۳۸ گرفته‌است.

کیوس گوران در سال ۱۳۳۹ با یکی از دوستانش در انجمن ایران و آمریکا به مطالعه زبان‌انگلیسی در تهران پرداخت و هفته‌ای را به عنوان مهمان در خانهٔ دوستش ماند. در طول آن هفته خانم تازه بیوه شده‌ای از کیوس خواست به فرزندانش زبان انگلیسی تدریس کند. وی طی آموزش انگلیسی به کودکان آن خانواده، عاشق یکی از دخترانشان شد و از وی درخواست ازدواج کرد. به رغم مخالفت هر دو خانواده، این دو در تاریخ ۱۶ اسفند ۱۳۴۲ ازدواج کردند. حاصل این ازدواج دو دختر است که یکی از آن‌ها هم‌اکنون در اروپا زندگی می‌کند.

### پس از انقلاب
در اسفند سال ۱۳۵۶ گوش گوران به بیماری نادر گوش-مغزی (به انگلیسی: Meniere) مبتلا شد. ابتدا در ساری و تهران درمان بیماری را پیگیری کرد و نهایتاً یک ماه بعد عازم انگلستان شد. یکی از پزشکان انگلیسی به او گفت که این بیماری را می‌توان تحت کنترل داشت و لازمه‌اش اقامت حداقل سه‌ماهه در لندن است؛ ولی وی نپذیرفت و به ایران برگشت. اما تشدید وضع منتهی به سرگیجه‌های دَوَرانی شد، نهایتاً کیوس گوران در تهران به جراحی گوش رضایت داد و گوش راستش با این عمل کاملاً ناشنوا شد تا از سرگیجه‌هایش کاسته شود. کمتر از یک سال بعد گوش چپ هم به همین بیماری دچار شد و سفرش به اروپا و حتی آمریکا نتیجهٔ چندانی نداشت. وی در حال بهبود بود که به علت فشار عصبی، شنوایی‌اش را به‌طور کامل از دست داد.
کیوس به صورت نامرتب در برخی نشریات محلی مازندران از جمله پیام مازندران، نهضت شمال و کایر و پیام مستضعفین و زنگ تاریخ مقالاتی می‌نوشت و گاهی اشعاری را در این نشریات منتشر می‌نمود. وی در مصاحبه با دویچه‌وله، دلیل کمتر کار کردن در حوزهٔ نثر و همکاری با نشریات را محدودتر بودن فضای این حوزه برای بیان مشکلات و درد دل‌ها دانست. او به علت مشکلات بسیاری که در نویسندگی و کار در مطبوعات برایش وجود داشت، تصمیم گرفت اشعارش را به صورت کاست صوتی و با صدای خودش منتشر سازد. گوران سرانجام در سال ۱۳۷۸ توانست نخستین کاست خود را با نام مازرون ۱ توسط انتشارات فرهنگ‌خانه مازندران منتشر کند.

## آثار
ترجمهٔ غزل بگذار این بی‌خانمان شب در قبر بخوابد (به عنوان نمونه):
در کاخ سپید خود نشسته‌ای و نمی‌دانی این آغل سرد
هم برای من سرپناه شده و هم برای مارمولک و مار
عمری من و فرودستان به قرار شما
تا کمر در گل و لای فرورفتیم و آخر شما محصولات را درو کردید
برای خودت آنجا نشسته‌ای و شعار همدلی می‌دهی
حالا شکاف این میانه بسیار ژرف شده
خوب شما بگیرید دهنم را بدوزید،
اما بدانید، تا دورادورها، سر و صدای عزیز من، گوش‌ها را کر می‌کند
انقدر می‌خوانم تا مرغان آسمان همراهم بخوانند
انقدر فریاد می‌کشم تا کاسهٔ زر شما پر شود
آن هنگام است که دِینم به مردم را با شعر ادا کرده‌ام
عیبی ندارد اگر سحری سرم به نوک دار رفت
کیوس گوران به دو زبان مازندرانی و فارسی شعر می‌سراید ولی شعرهای فارسی او تاکنون انتشار نیافته‌اند. اشعار مازندرانی وی تاکنون در قالب چندین اثر منتشر شده‌اند. شعرهای کیوس اغلب در قالب‌های غزل، قصیده، مثنوی، نیمایی و دوبیتی است. وی دلیل پرآوازه شدن آثارش را همین تنوع در سبک شعری می‌داند. اشعار وی بسیار بانشاط‌تر از دیگر شعرهای مازندرانی است زیرا وی کوشیده به جای «شِکوه» و «ناله» از اشعاری «موزون» و «ترانه‌وار» استفاده کند و به قول خودش با دگرگون ساختن ادبیات فولکوریک مازنی، جریان خاص خود را در اشعار این زبان ایجاد کرده‌است.
کیوس گوران دربارهٔ انگیزه‌اش برای سرودن شعر در قالب‌های شعری مختلف می‌گوید:
من آمدم شعر مازندرانی را از آن شکل دو بیتی خارج کردم. اعتقاد داشتم شعر مازندرانی هم می‌تواند غزل یا قصیده باشد، مثنوی باشد، و دو بیتی هم باشد و اینکه شعر مازندرانی در گذشته، در همان دو بیتی‌های معروفش، فقط شِکوه بود و غالباً شکوهٔ عاشقانه بود یا ظلم عاشق و معشوق مطرح بود یا ظلم ارباب و رعیت. همیشه این دوتا بود. بعد من آمدم و گفتم مثلاً آقا بیاییم بگوییم آب چرا گل‌آلود شد، برگ چرا زرد شد، چه بکنیم برای زمستانی که گاز قطع می‌شود، چه بکنیم با خانی که هیچ‌وقت از آن عاج خانی پایین نمی‌آید. این دُم‌کلفت‌ها که می‌گویند، دمُشان را کجا کلفت کردند! و من همهٔ این‌ها را به غزل و قصیده برده‌ام که البته خمی هم به ابرو آمد و اوقات بسیاری تلخ شد که چرا چنین تلخ و گزنده و به تعبیری بعضی‌ها می‌گویند، عجب طنز تلخی که ما هم می‌گوییم، عجب حقیقت شیرینی.
وبگاه مازندنومه در توصیف شعر گوران می‌گوید: «کیوس استاد فضاسازی‌های شاعرانه و ایجاد موقعیت‌های تازه در شعر است. بلبل و ونوشه و مازرون او با دیگران تفاوت دارد. دریچه‌ای که کیوس از آن به دنیا می‌نگرد خاص فیلسوفان است. او برای هر مصرعش دلیل و منطق دارد و آگاهانه با واژه‌ها بازی می‌کند. او گذشته‌نگر نیست و حس نوستالژیک او، تو را به تحسر وادار نمی‌کند. او فرزند زمان است و شعر امروز را می‌سراید. کیوس سوژه‌هایش را از دور و برش می‌گیرد و درد اکنون دارد. کیوس گوران پایه‌گذار شعر اجتماعی و انتقادی مازندران در دوره ماست. شعرش عمیق و عاشقانه است، حتی غزل‌ها و مثنوی‌های فریادگونه‌اش. شعر کیوس پهلو به هیچ دولتمرد، دسته و جناحی نمی‌زند، اما دسته و جناحی نیست که گریز از کمند نقد الفاظ او داشته باشد، آن گاه که رسالت شعر مطرح می‌شود.»
او در پاسخ به این سؤال که چرا تا کنون اشعارش را به صورت کتاب چاپی درنیاورده، دلیل آن را ناتوانی درگرفتن مجوز و همچنین عدم استقبال مازندرانی‌ها از کتاب‌هایی که به این زبان منتشر می‌شوند، عنوان کرد و خواندن متون مازندرانی را با الفبای کنونی و آوانگاری‌هایش سخت دانست.
کیوس در برخی آلبوم‌های استودیویی دیگر نظیر سوزگلام و شبی به نغمه و نوا نیز با خوانندگان مازندرانی همکاری داشته‌است.

### آلبوم‌ها
کیوس گوران تا به حال اشعار خود را به زبان مازندرانی در چندین مجموعه دکلمه و منتشر نموده‌است که به ترتیب انتشار عبارتند از: مازرون، مازرون ۲، چل سال عاشقی، پس ته کویی؟ و یاد اون روزا بخیر نخستین اثر وی مازرون نام داشت و موجب شد کیوس به پشتیبانهٔ آن، کاست دوم خود را با نام مازرون ۲ منتشر کند. آن گونه که وبگاه مازندنومه می‌گوید، این مجموعه با استقبال چندانی روبرو نشد و موسیقی انتخابی و شعر با هم نمی‌ساختند و تنظیم‌ها به شعرها نمی‌خورد. سپس سومین آلبوم اشعار کیوس پس از وقفه‌ای چندساله وارد بازار شد و با استقبال خوبی مواجه گردید. چل سال عاشقی برخلاف دو آلبوم نخست او، که توسط فرهنگ‌خانه مازندران پخش شده‌بود، از سوی انتشارات مهرآوا منتشر گردید. انتشارات مهرآوا همراه با مجموعهٔ آثار در غالب سی‌دی، کتابچه‌ای نیز منتشر نمود که شامل متن ترانه‌ها و ترجمه‌هایشان به فارسی می‌شد. آثار بعدی نیز توسط مهرآوا منتشر شدند.

## فهرست آثار
| آلبوم             | شعر                      | ویژگی‌ها       | ترانهٔ ادغام شده                     | مدت اجرا | توضیحاتی پیرامون شعر |
| ----------------- | ------------------------ | ------------- | ----------------------------------- | -------- | --- |
| مازرون ۱          | مازرون                   | وصف           | ترانه‌های گروه شواش                  | ۴:۳۹     | |
| مازرون ۱          | آقا مدیر                 | داستان تمثیلی | ترانه‌های گروه شواش                  | ۱۵:۱۵    | داستان مدیری که ابتدا در روستا تدریس می‌کرد ولی با تغییر نظام آموزشی به شهر رفته و مدتی بعد بازنشسته شد و به کنج اتاق افتاد و مریض شد.     |
| مازرون ۱          | دادخواهی                 | وصف و نقد     | ترانه‌های گروه شواش                  | ۹:۱۳     | |
| مازرون ۱          | دشمن دانا…               | طنز           | ترانه‌های گروه شواش                  | ۴:۲۵     | نگاهی هجو به سعدی و آثارش |
| مازرون ۱          | توانا بود…               | طنز           | ترانه‌های گروه شواش                  | ۲:۱۷     | نگاهی هجو به سعدی و آثارش |
| مازرون ۱          | تعزیه                    | داستان تمثیلی | ترانه‌های گروه شواش                  | ۲۰:۱۹    | داستان مردی که در تعزیه نقش حسین بن علی را داشت و شمر را واقعاً کُشت زیرا این‌گونه می‌پنداشت که آن مرد واقعاً شمری است که امروزه هم وجود دارد. |
| مازرون ۲          | مرد نکونام               | تمثیلی        | ترانه‌های گروه شواش                  | ۴:۵۸     | |
| مازرون ۲          | مه تجن                   | وصف           | ترانه‌های گروه شواش                  | ۵:۱۳     | |
| مازرون ۲          | پییز                     | وصف/تمثیلی    | ترانه‌های گروه شواش                  | ۳:۳۵     | |
| مازرون ۲          | ته صدا                   | تمثیلی        | ترانه‌های گروه شواش                  | ۴:۳۹     | |
| مازرون ۲          | داغ ویشه                 | تمثیلی        | ترانه‌های گروه شواش                  | ۳:۳۶     | |
| مازرون ۲          | نواجش                    | غمناک         | ترانه‌های گروه شواش                  | ۷:۵۶     | |
| مازرون ۲          | بهار                     | وصف           | ترانه‌های گروه شواش                  | ۴:۲۴     | |
| مازرون ۲          | ترک مشق و دفتر           | داستان        | ترانه‌های گروه شواش                  | ۲:۵۰     | |
| مازرون ۲          | در سوگ آق مدیر           | تمثیلی        | ترانه‌های گروه شواش                  | ۶:۵۶     | ادامهٔ داستان زندگی آق مدیر در آلبوم مازرون۱                                                                                               |
| مازرون ۲          | شعر عاشقانه              | رمانتیک       | ترانه‌های گروه شواش                  | ۱۳:۴۶    | |
| چل سال عاشقی      | چل سال عاشقی             | وصف           | ورف سما و نجما                      | ۱۳:۰۰    | |
| چل سال عاشقی      | مشتی برارجان             | تمثیلی        | صبح بهار                            | ۲۰:۵۶    | کیوس گوران این شعر را برای یکی از دوستانش سرود که پس از بازنشستگی برای ماندن نزد فرزندانش به اروپا کوچید.                                 |
| چل سال عاشقی      | برمه بکن                 | نقد           | همدم جان                            | ۷:۲۰     | |
| چل سال عاشقی      | من و مه دل               | نقد           | لالایی                              | ۷:۱۵     | |
| چل سال عاشقی      | مازرون                   | وصف           | وطن                                 | ۸:۳۰     | |
| پس ته کویی؟       | جینگا                    | داستان        | آهنگی از پرویز دشتی                 | ۴۲:۵۰    | این اثر داستان اتوبیوگرافی شاعر در دوران مدرسه راهنمایی است.                                                                              |
| پس ته کویی؟       | درک نمو                  |               | آهنگی از ابوالحسن خوشرو             | ۰۷:۳۸    | |
| پس ته کویی؟       | پس ته کویی؟              | عاشقونه       | آهنگی از ابوالحسن خوشرو             | ۰۴:۵۳    | |
| پس ته کویی؟       | مازرون                   | توصیف         | آهنگی از پرویز دشتی                 | ۰۸:۳۹    | |
| پس ته کویی؟       | یاد جوونی                | وصف           | آهنگی از پرویز دشتی                 | ۱۵:۱۲    | |
| پس ته کویی؟       | توتندی                   | نقد           | آهنگی از ابوالحسن خوشرو             | ۱۹:۰۶    | |
| پس ته کویی؟       | مه ره خجالت اِنه          |               | آهنگی از ابوالحسن خوشرو             | ۰۵:۳۸    | |
| یاد اون روزا بخیر | من و مش جان برار و وچه‌زا |               | آثاری از محمود رمضانی و سیاوش طالبی | ۳۲:۵۵    | |
| یاد اون روزا بخیر | خاسّگاری                  |               | آثاری از محمود رمضانی و سیاوش طالبی | ۲۵:۰۶    | اتوبیوگرافی دوران خواستگاری. |

## بزرگداشت
نهادهای فرهنگی مختلفی از کیوس گوران تجلیل کرده‌اند که بعضی از آنان عبارتند از:
- برگزیدهٔ نخستین همایش صدا و سیمای تبرستان در انتخاب مشاهیر مازندران
- انجمن ادبی مازندران
- انجمن فرهنگی تلارپه
- فرهنگ‌خانهٔ مازندران
- مرکز فرهنگی هنری پارپیرار (در دو سال پیاپی)
- جشنوارهٔ هلی تی‌تی
- انجمن فرهنگی شلاب بابل